# Jiří Majer
Jiří Majer (* 25. November 1922 in Teplitz-Schönau; † 3. Februar 2008 in Prag) war ein tschechischer Bergbauhistoriker, Archivar und Museologe. Er war der Begründer der Abteilung Berg- und Hüttenwesen des Technischen Nationalmuseums, des Bergbaumuseums Příbram und des Museums des III. Widerstandes.

## Leben
Der Sohn eines tschechischen Lehrerehepaars wuchs zunächst in Teplitz auf, wo er als Kind den Bergbau im Nordböhmischen Braunkohlenrevier kennenlernte. Nach 1930 zog er mit seinen Eltern in deren Heimatort Podlesí zurück, wo er seine Gymnasialausbildung abschloss. Die Aufnahme eines Studiums war ihm im Protektorat Böhmen und Mähren nicht möglich, da die tschechischen Hochschulen am 17. November 1939 geschlossen worden waren.
Gemeinsam mit seinem Vater, der in Příbram eine Schuldirektorenstelle übernommen hatte, schloss sich Majer dem antifaschistischen Widerstand an. Zu Beginn der 1940er Jahre wurde er als Zwangsarbeiter nach Deutschland verschickt und überlebte dadurch die Zeit des Nationalsozialismus. Die Widerstandsgruppe, der sein Vater weiterhin angehörte, wurde 1943 von der Gestapo ausgehoben und sein Vater auf Grund eines Todesurteils des Volksgerichtshofes am 19. Februar 1945 in Brandenburg-Görden ermordet.
Nach der Befreiung von den deutschen Besatzern kehrte Majer im Mai 1945 in die Tschechoslowakei zurück und studierte an der Philosophischen Fakultät der Prager Karlsuniversität Geschichtswissenschaften und Tschechische Sprache. 1948 erfolgte seine Dissertation, deren Thema die Bergbaugeschichte von Příbram im 16. Jahrhundert war. Ab 1950 studierte Majer an der der Philosophischen Fakultät angeschlossenen Staatlichen Archivschule. Seine Facharbeit zum Diplomarchivar beinhaltete die Thematik der Bergmännischen Organisation bis zum 18. Jahrhundert. 
Danach wirkte Majer am Národní technické muzeum (NTM) in Prag und errichtete 1952 im Museumskeller ein Schaubergwerk. Ab 1954 leitete er die von ihm gegründete Abteilung Berg- und Hüttenwesen. Im selben Jahre veranlasste Majer den Ankauf der mineralogischen Sammlung der Erzbergwerke Příbram. Seit den 1970er Jahren leitete Majer ein Projekt zur Gestaltung des Bergbaumuseums Příbram, das seit 1978 realisiert wurde. 
Nach der Samtenen Revolution widmete sich Majer der Aufarbeitung der Geschichte der politischen Häftlinge in der Tschechoslowakei und erstellte die Konzeption für die Errichtung des Museums des III. Widerstandes im Příbramer Ernestinum. Die Gründung der Gedenkstätte im ehemaligen Zwangsarbeiterlager und Gefängnis für politische Häftlinge Vojna in Lešetice bei Příbram ist ebenfalls auf Majers Wirken zurückzuführen. Majer war Autor einer Vielzahl von Fachpublikationen.

## Publikationen
- als Herausgeber: Dolování v Jáchymově 1516–1966. Sborník statí přednesených na symposiu „450leté výročí otevření jáchymovského ložiska“ (= Rozpravy Národního technického muzea Praze. 26, ZDB-ID 258800-6). Národní technické muzeum, Prag 1967, (Der Bergbau in Sankt Joachimsthal von 1516 bis 1966).
- Těžba cínu ve Slavkovském lese v 16. století (= Sborník Národního technického muzea Praze. 9, ZDB-ID 445400-5). Národní technické muzeum, Prag 1970, (Der Zinnbergbau im Kaiserwald im 16. Jahrhundert).
- als Herausgeber: Z Dějin hornictvi a hutnictvi. Statě přednesené na pracovnich seminářich v Praze v roce 1968 (= Rozpravy Národního technického muzea Praze. 39). Národní technické muzeum, Prag 1970, (Zur Geschichte des Bergbaus und Hüttenwesen).